# Fatjanovo-Balanovocultuur

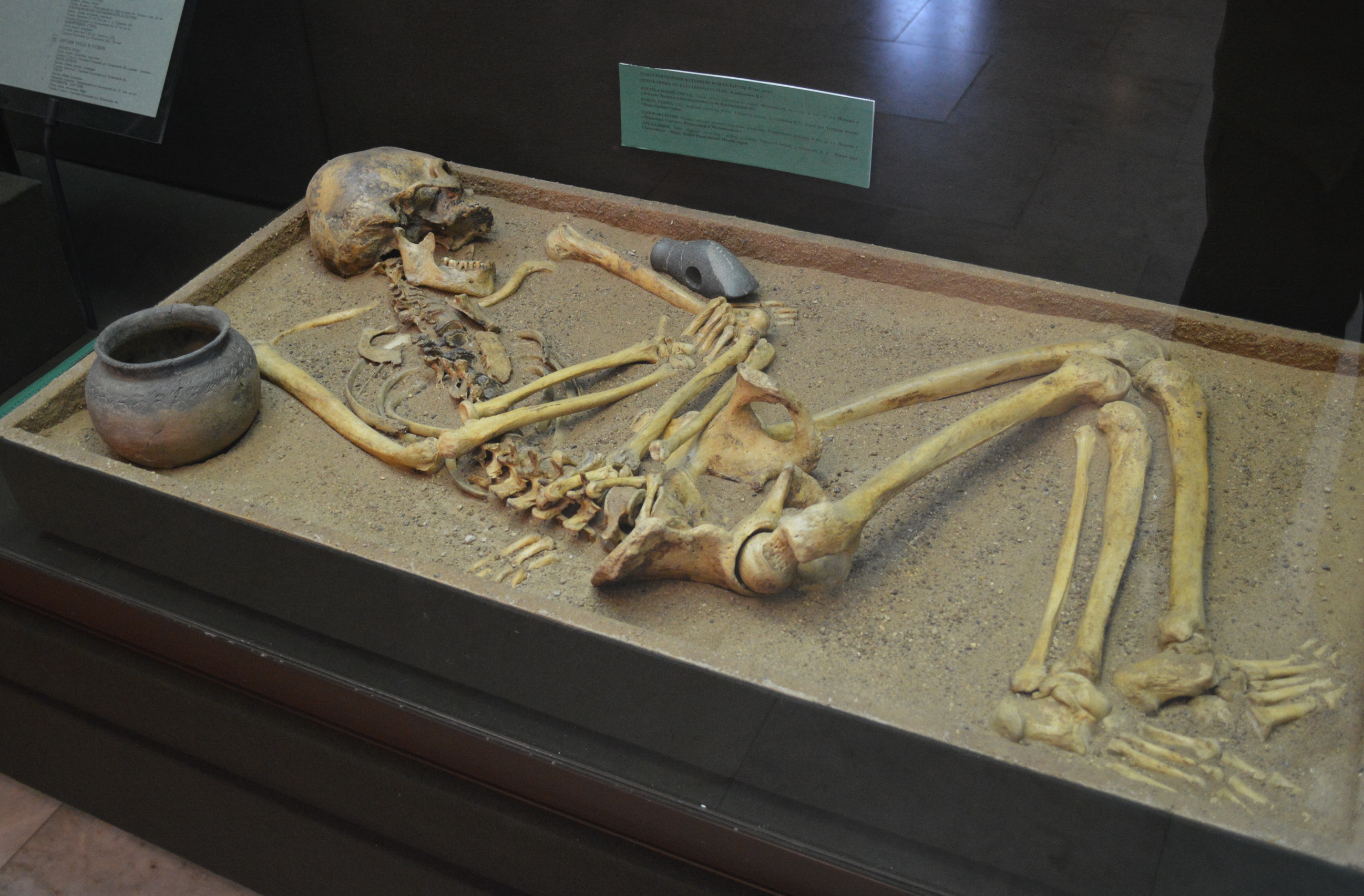
model van een Fatjanovo-graf

De Fatjanovo-Balanovocultuur (3200-2300 v.Chr.) is een oostelijke tak van de touwbekercultuur in Rusland. Vondsten zijn aangetroffen tussen het meer van Pskov in het westen en de middenloop van de Wolga in het oosten, met een noordelijke uitloper in het dal van de bovenloop van de Wolga. Eigenlijk zijn het twee culturen: de Fatjanovocultuur (vernoemd naar het dorp Fatjanovo in de Russische oblast Jaroslavl) in het westen en de Balanovocultuur in het oosten.
Nederzettingen zijn dun gezaaid en waren in zekere mate versterkt. De economie schijnt erg mobiel te zijn geweest, maar er zijn wel gedomesticeerde varkens gevonden, wat iets anders suggereert dan een mobiele samenleving.
We weten het meeste over deze culturen door de graven die ze hebben achtergelaten. Het gaat duidelijk om schachtgraven, die met hout kunnen zijn afgewerkt. De graven gelijken op die van de touwbekercultuur. Er waren metalen voorwerpen die uit Midden-Europa afkomstig waren.
De cultuur is voorgesteld als een binnendringen van volkeren uit de Indo-Europese touwbekercultuur in het gebied van de (waarschijnlijk Fins-Oegrische) Volosovocultuur. Een identificatie met vroege Oost-Baltische volkeren is voorgesteld. Ze vertegenwoordigt daarentegen waarschijnlijk geen noordelijke uitbreiding van de zuidelijker gelegen Indo-Europese jamnacultuur.
Het gebied werd later ingenomen door de mogelijk proto-Iraanse Abasjevocultuur (ca. 17e-16e eeuw v.Chr.).